# Liberty Hill
Liberty Hill is een plaats (city) in de Amerikaanse staat Texas, en valt bestuurlijk gezien onder Williamson County.

## Demografie
Bij de volkstelling in 2000 werd het aantal inwoners vastgesteld op 1409.
In 2006 is het aantal inwoners door het United States Census Bureau geschat op 1510, een stijging van 101 (7,2%).

## Geografie
Volgens het United States Census Bureau beslaat de plaats een oppervlakte van
4,9 km², geheel bestaande uit land.

## Plaatsen in de nabije omgeving
De onderstaande figuur toont nabijgelegen plaatsen in een straal van 24 km rond Liberty Hill.